# Europeiska betalningsunionen
Europeiska betalningsunionen (EPU efter engelska European Payments Union) var en organisation som existerade mellan juli 1950 och december 1958.

## Historik
Efter andra världskriget drabbades Europa av en ekonomisk depression. Av alla icke-neutrala länder var det endast Storbritanniens BNP som inte minskat på grund av kriget. Tyskland var nere vid 1908 års nivå och Frankrike vid 1891 års nivå. Den internationella handeln baserades på den amerikanska dollarn – den vid tiden enda acceptabla reservvalutan – och denna valuta saknade Europa. Därför ökade pengatransfereringar handelns alternativkostnad, och viss handel reducerades till byteshandel.
Den här situationen ledde till att OEEC skapade Europeiska betalningsunionen, där alla medlemmar skrev på avtalet 1 juli 1950. EPU stod för handeln men transfererade inte pengar förrän i slutet av månaden. Detta ändrade mönstret med påtvingad bilateral handel (handel endast mellan vissa länder) till multilateral handel. EPU tvingade också fram regler för frihandel mellan medlemsländerna. EPU var en generell succé och mer än dubblerade handelsnivåerna under sin livstid.
EPU bröts upp 1958. Det skedde efter att det återigen blivit möjligt att konvertera de europeiska valutorna med den amerikanska dollarn i de europeiska länderna, utan statliga tillstånd.